# Gleichenia excelsa
Gleichenia excelsa là một loài dương xỉ trong họ Gleicheniaceae. Loài này được J. Sm. ex Hook. mô tả khoa học đầu tiên năm 1844.